# جشنواره بین‌المللی فیلم کوتاه پام اسپرینگز
جشنواره بین‌المللی فیلم کوتاه پام اسپرینگز (انگلیسی: Palm Springs International Festival of Short Films) که به اختصار شورت‌فِست هم نامیده می‌شود، یک جشنواره برای فیلم‌های کوتاه است که همه ساله در شهر پالم اسپرینگز ایالت کالیفرنیا برگزار و بزرگترین جشنوارهٔ ویژهٔ فیلم‌های کوتاه در ایالات متحده آمریکا محسوب می‌شود.

این جشنواره در مدت ۷ روز در ماه ژوئن هر سال، به نمایش بیش از ۳۵۰ فیلم کوتاه می‌پردازد و یک «بازار فروش فیلم کوتاه» نیز در حاشیه خود دارد که در آن بیش از ۳۰۰۰ فیلم کوتاه در هر دوره، به فروش می‌رسد.
همچنین از فعالیت‌های جنبی این جشنواره در طی برگزاری‌اش، می‌توان به دوره‌های رایگان سه روزه «درس گروهی»، «دوره‌های آموزشی پیشرفته»، «جلسات سؤال و جواب» و «گردهمایی‌های بحث و تبادل نظر» برای فیلم‌سازان و مهمانان جشنواره اشاره نمود.
حضور در «جشنواره بین‌المللی فیلم کوتاه پالم اسپرینگز»، مقدمه‌ای برای حضور در جوایز آکادمی علوم و هنرهای سینما است و این جشنواره در طول حیات ۱۹ سالهٔ خود، ۹۷ فیلم کوتاه اکران کرده که همگی بعدها، نامزد دریافت جایزه اسکار شده‌اند.
«جشنواره بین‌المللی فیلم کوتاه پام اسپرینگز»، وابسته و جزئی از «جشنواره بین‌المللی فیلم پام اسپرینگز» است که همه ساله در ماه ژانویه در پام اسپرینگز برگزار می‌شود.
در سال ۲۰۲۱ بخش اصلی این جشنواره به‌سبب همه‌گیری جهانی کووید-۱۹ برگزار نشد و تنها بخش «شورت‌فست» آن، میان ۲۲ تا ۲۸ ژوئن برگزار شد.